# SEVENTH EXPLOSION 〜JAM Project BEST COLLECTION VII〜
『SEVENTH EXPLOSION 〜JAM Project BEST COLLECTION VII〜』（セブンス・エクスプロッション・ジャム・プロジェクト・ベスト・コレクション・セブン）は、JAM Projectの7枚目のベストアルバム。2009年11月25日にLantisから発売された。

## 概要
ベストアルバムとしては、前作「Get over the Border 〜JAM Project BEST COLLECTION VI〜」から約1年3ヶ月ぶりのリリースであり、コンピレーションアルバムを含めると前作「スーパーロボット大戦シリーズ JAM Project 主題歌集」から約11ヶ月ぶりのリリースとなった。
初回生産特典としてJAM Projectの設立10周年記念キャンペーン応募用紙とニコニコ動画で特別映像が見られるシリアルコードが同梱された。

## 収録曲
1. SEVENTH EXPLOSION [4:44]
作詞・作曲：影山ヒロノブ、編曲：栗山善親・横関敦
2. Crest of "Z's" [5:07]
作詞・作曲：影山ヒロノブ、編曲：IKUO
  - PS2『スーパーロボット大戦Z』オープニングテーマ
3. レスキューファイアー [4:01]
作詞・作曲：影山ヒロノブ、編曲：鈴木マサキ
  - テレビ愛知・テレビ東京系ドラマ『トミカヒーロー レスキューファイアー』第1期オープニングテーマ
4. 守護神-The guardian [4:10]
作詞・作曲：影山ヒロノブ、編曲：須藤賢一
  - テレビ東京系アニメ『真マジンガー 衝撃!Z編 on television』第2クールオープニングテーマ
5. ハローダーウィン! 〜好奇心オンデマンド〜 [4:09]
作詞・作曲：影山ヒロノブ、編曲：渡部チェル
  - テレビ東京系アニメ『ケロロ軍曹』オープニングテーマ
6. Cosmic Dance [5:50]
作詞・作曲：奥井雅美、編曲：藤田淳平（Elements Garden）
  - PS2『スーパーロボット大戦Z』エンディングテーマ
7. Godest! [4:30]
作詞：奥井雅美、作曲：影山ヒロノブ、編曲：横関敦・栗山善親
8. アスタマニア〜ナ!! [4:22]
作詞・作曲：影山ヒロノブ、編曲：村上聖
9. Battle No Limit! [4:18]
作詞・作曲：影山ヒロノブ、編曲：鈴木マサキ
  - メ～テレ・テレビ朝日系アニメ『バトルスピリッツ 少年激覇ダン』オープニングテーマ
10. Space Roller Coaster GO GO! [3:53]
作詞・作曲：影山ヒロノブ、編曲：R・O・N
  - 角川映画配給映画超劇場版『ケロロ軍曹』短編「ケロ0（ゼロ）出発だよ!全員集合!!」』主題歌
11. Bonds of Friendship [5:54]
作詞・作曲：奥井雅美、編曲：須藤賢一
12. 晴レルヤ!! [3:56]
作詞・作曲：影山ヒロノブ、編曲：鈴木Daichi秀行
  - テレビ東京系アニメ『ケロロ軍曹』エンディングテーマ
13. Three souls [4:23]
作詞・作曲：きただにひろし、編曲：R・O・N
  - テレビ愛知・テレビ東京系ドラマ『トミカヒーロー レスキューファイアー』挿入歌
14. Only One （For 中国2010年上海万博〜Japanese ver.） [4:33]
作詞：奥井雅美、作曲：影山ヒロノブ、編曲：栗山善親・寺田志保